# Футболист года в Румынии
Футболи́ст го́да в Румы́нии — ежегодная награда, присуждаемая с 1966 года лучшему футболисту Румынии по итогам года по версии газеты «Спортурилор».

## Игроки года
- 1966 — Николаэ Добрин ( Арджеш)
- 1967 — Николаэ Добрин ( Арджешл)
- 1968 — Флоря Думитраке ( Динамо)
- 1969 — Флоря Думитраке ( Динамо)
- 1970 — Корнэл Дину ( Динамо)
- 1971 — Николаэ Добрин ( Арджеш)
- 1972 — Корнэл Дину ( Динамо)
- 1973 — Йон Думитру ( Стяуа)
- 1974 — Корнэл Дину ( Динамо)
- 1975 — Йон Думитру ( Стяуа)
- 1976 — Дуду Джорджеску ( Динамо)
- 1977 — Ласло Бёлёни ( Армата)
- 1978 — Нарчис Рэдуц Коман ( Тырговиште)
- 1979 — Штефан Самеш ( Стяуа)
- 1980 — Марчел Рэдукану ( Стяуа)
- 1981 — Илие Балач ( Университатя)
- 1982 — Илие Балач ( Университатя)
- 1983 — Ласло Бёлёни ( Армата)
- 1984 — Силвиу Лунг ( Университатя)
- 1985 — Георге Хаджи ( Спортул)
- 1986 — Хельмут Дукадам ( Стяуа)
- 1987 — Георге Хаджи ( Стяуа)
- 1988 — Дорин Матеуц ( Динамо)
- 1989 — Георге Попеску ( Университатя)
- 1990 — Георге Попеску ( Университатя/ ПСВ)
- 1991 — Георге Попеску ( ПСВ)
- 1992 — Георге Попеску ( ПСВ)
- 1993 — Георге Хаджи ( Брешиа)
- 1994 — Георге Хаджи ( Брешиа/ Барселона)
- 1995 — Георге Попеску ( Тоттенхэм Хотспур/ Барселона)
- 1996 — Георге Попеску ( Барселона)
- 1997 — Георге Хаджи ( Галатасарай)
- 1998 — Адриан Илие ( Валенсия)
- 1999 — Георге Хаджи ( Галатасарай)
- 2000 — Георге Хаджи ( Галатасарай)
- 2001 — Космин Контра ( Алавес/ Милан)
- 2002 — Кристиан Киву ( Аякс)
- 2003 — Адриан Муту ( Парма/ Челси)
- 2004 — Йонел Дэнчулеску ( Динамо)
- 2005 — Адриан Муту ( Ювентус)
- 2006 — Николаэ Дикэ ( Стяуа)
- 2007 — Адриан Муту ( Фиорентина)
- 2008 — Адриан Муту ( Фиорентина)
- 2009 — Кристиан Киву ( Интернационале)
- 2010 — Кристиан Киву ( Интернационале)
- 2011 — Габриэль Торже ( Удинезе)
- 2012 — Раул Русеску ( Стяуа)
- 2013 — Влад Кирикеш ( Тоттенхэм Хотспур)
- 2014 — Лучан Сынмэртян ( Стяуа)
- 2015 — Чиприан Тэтэрушану ( Фиорентина)
- 2016 — Денис Алибек ( Астра)
- 2017 — Константин Будеску ( Стяуа)
- 2018 — Джордже Цукудян ( Вииторул (Констанца))
- 2019 — Йонуц Раду ( Дженоа)
- 2020 — Деннис Ман ( Парма)
- 2021 — Флорин Ницэ ( Спарта (Прага))
- 2022 — Николае Станчу ( Ухань Саньчжэнь)